# Président de la Généralité valencienne
Le président de la Généralité valencienne (en espagnol : Presidente de la Generalidad Valenciana, en catalan : President de la Generalitat Valenciana) est le chef du gouvernement de la Communauté valencienne.
La titulaire de ce poste est le libéral-conservateur Carlos Mazón depuis le 15 juillet 2023.

## Élection
L'alinéa 1er de l'article 27 du statut d'autonomie dispose que « le président de la Généralité est élu par le Parlement parmi ses membres, et nommé par le roi. » L'alinéa 2 indique que la procédure d'élection est mise en œuvre « après chaque renouvellement du Parlement » et l'alinéa 7 prévoit qu'il sera nécessaire de procéder à une élection « en cas de renoncement, démission, incapacité, décès ou perte du vote de confiance. »

### Procédure parlementaire
Conformément à l'alinéa 2 de l'article 2 de la loi 5/1983 relative au conseil de gouvernement, le président du Parlement procède à des consultations avec les représentants désignés des groupes politiques disposant d'une représentation parlementaire. Il propose ensuite un candidat à la présidence de la Généralité. Il doit donner priorité au député qui a recueilli le plus de soutiens à l'occasion de ces entretiens préalables.
Le président du Parlement, après avoir consulté la conférence des porte-paroles des groupes parlementaires, fixe la date du débat d'investiture, selon l'alinéa 3 de l'article 143 du règlement du Parlement. En vertu de l'alinéa 4, le candidat expose aux députés, à l'ouverture de la séance, son programme de gouvernement, sans limite de temps. À l'issue de son exposé, le président du Parlement suspend la séance pour un délai qui ne peut dépasser 24 h. L'alinéa 5 dispose qu'à la reprise de la session, chaque groupe pourra intervenir à son tour pour une période de 30 min dans l'ordre décroissant d'importance, celui dont le candidat est issu se prononçant en dernier. Le candidat peut répondre conjointement ou séparément à chaque groupe, pendant 30 min, après quoi chaque groupe dispose d'un droit de réplique de 10 min maximum. À l'issue du débat, le président annonce l'heure du vote puis suspend la séance jusqu'à la tenue du scrutin.
Lors du vote, qui se fait au scrutin public par appel nominal, la majorité absolue des députés est requise, soit actuellement 50 voix puisque le Parlement valencien se compose de 99 députés. Si cette majorité n'est pas atteinte, le scrutin est recommencé 48 h après, où la majorité simple suffit.
Dans le cas où le candidat échoue à remporter l'investiture, le président du Parlement propose de manière successive et dans l'ordre décroissant du nombre de soutiens les postulants qui lui avaient été présentés. Il dispose de la faculté d'ouvrir une nouvelle série de consultations. Si aucun candidat ne parvient à remporter la confiance des députés dans un délai de deux mois à compter du premier vote d'investiture, le président du Parlement prononcera la dissolution de l'assemblée et le président de la Généralité en affaires courantes convoquera de nouvelles élections.

### Nomination et entrée en fonction
Lorsqu'un candidat est élu, l'article 3 de la loi du conseil du gouvernement impose au président du Parlement d'en faire communication au roi, afin qu'il nomme le nouveau président de la Généralité, nomination qui doit être publiée sous dix jours au Bulletin officiel de l'État et au Journal officiel de la Généralité valencienne.
L'article 4 de la loi du conseil du gouvernement dispose que « le président élu commencera à exercer ses fonctions à partir du jour de publication au Bulletin officiel de l'État de sa nomination par le roi. » L'article 5 ajoute que le nouveau président doit promettre ou jurer de respecter la Constitution et le statut d'autonomie lors de la première session parlementaire qui suit sa nomination.
Conformément aux dispositions combinées de l'alinéa 1er de l'article 6 et de l'alinéa 2 de l'article 142 du règlement du Parlement valencien, le président prête le serment suivant, en valencien : 
« Jo (expresión del nombre) jure/promet que aitant com tindré el càrrec de diputat/diputada acataré la Constitució Espanyola i l’Estatut d’Autonomia de la Comunitat Valenciana sense engany i guardaré fidelitat a la Generalitat. »
« Moi [nom et prénom du président], je jure/promets que tant que j'exercerai les fonctions de président de la Généralité, je respecterai la Constitution espagnole et le statut d'autonomie de la Communauté valencienne, sans tromperie, et que je resterai fidèle à la Généralité valencienne. »

## Fonctions
« Le président de la Généralité, qui est également président du conseil, dirige l'action du conseil, coordonne les fonctions de ce dernier, assure la plus haute représentation de la Communauté valencienne ainsi que la représentation ordinaire de l'État sur le territoire de cette dernière », conformément à l'article 28 du statut d'autonomie.

### Plus haut représentant de la Généralité
Il revient au président de la Généralité d'exercer les fonctions suivantes : 
- la représentation légale de la Communauté valencienne ;
- le maintien des relations avec les institutions de l'État ;
- la signature des conventions et accords de coopération avec les administrations de l'État et des autres communautés autonomes ;
- la nomination des hauts fonctionnaires de la Communauté valencienne ;
- la sollicitation aux Cortes Generales, avec l'accord du Parlement valencien, de légiférer dans des domaines relevant de la compétence de l'État ;
- la sollicitation de l'administration de l'État, avec l'accord du conseil de la Généralité, pour le transfert ou la délégation de compétences ;
- l'encouragement des particularités du peuple valencien et la sollicitation de sa participation à la vie politique, économique, culturelle et sociale ;
- la désignation des représentants de la Communauté valencienne au patronage des Archives de la Couronne d'Aragon ;
- la représentation de la Communauté valencienne au Comité européen des régions.

### Représentant de l'État
Le président de la Généralité promulgue, au nom du roi, les lois de la Généralité et prend toutes les mesures nécessaires pour qu'elles soient publiés au Journal officiel de la Généralité valencienne, dans les quinze jours suivant leur adoption, et au Bulletin officiel de l'État.

### Chef du gouvernement
Le président de la Généralité est responsable : 
- d'établir les lignes directrices générales de l'action du conseil de la Généralité ;
- de créer, modifier et supprimer les départements (Consellerías) et les secrétariats ;
- de nommer et mettre fin aux fonctions des vice-présidents et des conseillers ;
- de convoquer le conseil, fixer son ordre du jour, présider ses réunions, diriger ses délibérations et lever ses séances ;
- de nommer les représentants du conseil dans les institutions et entités concernées ;
- de coordonner le programme législatif du conseil ;
- de signer les décrets du conseil ;
- de coordonner l'exécution des décisions prises par le conseil ;
- d'organiser la suppléance des conseillers en cas d'absence ou de maladie ;
- de résoudre les conflits d'attributions entre les départements ;
- de transmettre des instructions aux conseillers ;
- de poster la question de confiance au Parlement sur son programme, une décision politique ou un projet de loi, après débat en conseil ;
- de dissoudre le Parlement et convoquer des élections, après accord du conseil ;
- de proposer, dans le cadre de la législation de l'État, la tenue de consultations populaires sur le territoire valencien, sur des questions d'intérêt général dans le domaine territorial ou local.

Il peut s'attribuer des compétences qu'il juge opportunes, et peut ainsi disposer de la structure organique adéquate pour la mise en œuvre de ses responsabilités.

## Avantages matériels
En vertu de l'article 9 de la loi du conseil de gouvernement, le président de la Généralité bénéficie de certaines prérogatives : 
- il reçoit le prédicat honorifique de « très honorable » ;
- il se voit rendre les honneurs dus à sa charge, conformément à la réglementation en vigueur ;
- il préside tous les actes officiels sur le territoire valencien auxquels concourt la Généralité, excepté ce que prévoit la législation de l'État ;
- il peut utiliser le drapeau de la Communauté comme étendard.

Sa résidence officielle est installée au Palau de Fuentehermosa, située à Valence. Il perçoit pour l'année 2025 une rétribution de 80 173,92 €, distribuée en douze mensualités.

## Administration
La présidence de la Généralité est structurée ainsi : 
- secrétariat des Relations institutionnelles et de la Transparence
  - direction générale des Relations avec le Parlement
  - direction générale de la Transparence et de la Participation
  - direction générale du Service de presse de la Présidence
  - délégation dans la province d'Alicante
  - délégation dans la province de Castellón
  - direction générale des Sports
- secrétariat du cabinet du président
  - direction générale du Secrétariat du cabinet du président
  - direction générale de la Communication et de la Promotion institutionnelle
  - direction générale des Projets stratégiques
- secrétariat de la Présidence
  - direction générale de la Coordination de l'action gouvernementale
  - direction générale de l'Administration locale
  - direction générale de la Simplification administrative
- secrétariat de Représentation devant l'Union européenne et les communautés autonomes
  - direction générale de Représentation devant l'Union européenne et les communautés autonomes
- bureau de l'Avocat général
  - direction générale du bureau de l'Avocat général
- sous-secrétariat.

## Fin de mandat
Conformément à l'article 8 de la loi du conseil de gouvernement, le mandat du président de la Généralité prend fin à la suite de la tenue d'élections au Parlement valencien ; du vote d'une motion de censure ; du rejet d'une question de confiance ; de sa démission ou son renoncement ; de la perte de la condition de député valencien ; d'une incompatibilité déclarée par le Parlement et non résolue sous dix jours ; d'une incapacité permanente déclarée par le Parlement ; ou de son décès.
Le président assumera la gestion des affaires courantes jusqu'à la publication de la nomination de son successeur élu conformément aux dispositions statutaires et légales. Si la fin de mandat résulte de l'incapacité permanente ou du décès, le président du Parlement exerce les responsabilités de plus haut représentant de la Communauté valencienne et représentant ordinaire de l'État, tandis que le doyen des vice-présidents du conseil, le vice-président unique, ou le doyen des conseillers le cas échéant, occupe la présidence du conseil de la Généralité.

### Motion de censure
Selon l'article 28 du statut d'autonomie, « le président de la Généralité est politiquement responsable devant le Parlement, qui peut mettre en cause la responsabilité du conseil par le vote à la majorité absolue d'une motion de censure, proposée par au moins un cinquième des députés et qui doit proposer un candidat à la présidence. » L'article 49 de la loi du conseil de gouvernement indique que le vote de la motion ne peut avoir lieu moins de cinq jours après sa présentation, et que dans les deux jours qui suivent celle-ci, d'autres motions pourront être déposées selon les mêmes conditions. Si une motion de censure est effectivement adoptée par le Parlement, les autres motions déposées tombent.
Si le Parlement adopte une motion de censure, le candidat présenté par celle-ci est déclaré investi de la confiance des députés. Le président du Parlement doit en informer le roi, afin qu'il procède à sa nomination. Si la motion est rejetée, ses signataires n'ont pas le droit d'en présenter une nouvelle pendant la même période de session parlementaire.

## Titulaires
Entre mars 1978 et l'entrée en vigueur du statut d'autonomie, en août 1982, les trois provinces formant la Communauté valencienne étaient gouvernés par le conseil du Pays valencien, dirigé par un président élu par ses membres et parmi les conseillers désignés par les députés et sénateurs aux Cortes Generales, puis proposé, à partir d'août 1981, par le parti disposant du plus grand nombre de conseillers.
Après l'entrée en vigueur du statut, ce poste est remplacé par celui de président de la Généralité le 12 août 1982. Depuis, il a été occupé par sept titulaires, deux issus du Parti socialiste et cinq du Parti populaire.